# Ingresso.com
Ingresso.com (estilizado como ingresso.com) é uma ticketeria online criada no Brasil em 2000, sendo a primeira no país. Em 2016, alcançou a marca de dez milhões de pessoas cadastradas.

## História
Antes de se mudar para o site Ingresso.com, era a Interatum Informática desde 1995. Em 2006 foi comprada pelo Submarino, empresa que posteriormente se uniu à Americanas.com, criando a B2W. A partir de 2015 passou a fazer parte da Fandango Media.
Em novembro de 2016, anunciou que não irá mais atuar em negócios fora do ramo cinematográfico. Em 2017, alterou sua identidade visual e iniciou parcerias com a Visa Checkout, Masterpass e Paypal para amplificar as opções de pagamento. Em 2018, seu canal no YouTube passou a veicular trailers e conteúdos adicionais, e em maio de 2019 o canal alcançou 1 milhão de inscritos.
A partir de dezembro de 2019, os índices de aprovação dos filmes pela imprensa no Rotten Tomatoes passaram a ser exibidos na plataforma do Ingresso.com, e em março de 2020 passou a ser exibido também o índice de aprovação do público. Ainda em 2020, foi um dos apoiadores do Festival Varilux de Cinema Francês.
Devido a pandemia de COVID-19, desenvolveu e lançou o X-Block, um sistema de bloqueio que permite que os clientes escolham os assentos de forma otimizada.
A empresa foi adquirida em dezembro de 2021 pelo Universo Online, com o objetivo de "reforçar a atuação do UOL no setor de entretenimento".

## Prêmios
Prêmio Época Reclame Aqui
| Ano  | Resultado | Ref.   |
| ---- | --------- | ------ |
| 2011 | Venceu    | [ 2 ]  |
| 2013 | Venceu    | [ 13 ] |
| 2015 | Venceu    | [ 2 ]  |
| 2016 | Venceu    | [ 2 ]  |
| 2017 | Venceu    | [ 13 ] |
| 2018 | Venceu    | [ 13 ] |
| 2019 | Venceu    | [ 14 ] |
| 2020 | Venceu    | [ 15 ] |